# 1799 în literatură
Anul 1799 în literatură a implicat o serie de evenimente și cărți noi semnificative.  

## Cărți noi
- Charles Brockden Brown
  - Arthur Mervyn
  - Edgar Huntly
  - Ormond
- Thomas Campbell - The Pleasures of Hope
- Elizabeth Gunning - The Gipsy Countess
- William Henry Ireland - The Abbess
- Mary Julia Young - The East Indian